# To se zgodi porednim fantom
To se zgodi porednim fantom je kriminalni roman, ki ga je napisal Vladimir P. Štefanec. Izšel je leta 2007 v zbirki Žepnice pri založbi Mladinska knjiga.

## Vsebina
Zgodba se odvija sredi vročega poletja, ko policijski inšpektor Viktor Kobal, samec srednjih let, z jamico v bradi in duši, začne reševati umor bogatega denacionalizacijskega upravičenca Edvarda Petelinska. Mrtvega ga je našla njegova žena, ki postane osumljenka. Med reševanjem primera inšpektor naleti tudi na vpletenost podjetja Codex, ki je Petelinsku pred smrtjo posodilo veliko vsoto denarja. Krog osumljencev se povečuje, ne zmanjša ga niti pogovor z bratom umorjenega, ki ga je zadnji videl živega, in podnajemniki vile, ki jo je Petelinsek dobil po denacionalizaciji. Bolj kot inšpektor raziskuje, več sledi odkriva in na koncu tudi odkrije skrivnostnega morilca Edvarda Petelinska. 